# John Riégo
Pour les articles homonymes, voir Riégo.
 (février 2025).
La mise en forme du texte ne suit pas les recommandations de Wikipédia : il faut le « wikifier ».
Les points d'amélioration suivants sont les cas les plus fréquents. Le détail des points à revoir est peut-être précisé sur la page de discussion.
- Les titres sont pré-formatés par le logiciel. Ils ne sont ni en capitales, ni en gras.
- Le texte ne doit pas être écrit en capitales (les noms de famille non plus), ni en gras, ni en italique, ni en « petit »…
- Le gras n'est utilisé que pour surligner le titre de l'article dans l'introduction, une seule fois.
- L'italique est rarement utilisé : mots en langue étrangère, titres d'œuvres, noms de bateaux, etc.
- Les citations ne sont pas en italique mais en corps de texte normal. Elles sont entourées par des guillemets français : « et ».
- Les listes à puces sont à éviter, des paragraphes rédigés étant largement préférés. Les tableaux sont à réserver à la présentation de données structurées (résultats, etc.).
- Les appels de note de bas de page (petits chiffres en exposant, introduits par l'outil «  Source ») sont à placer entre la fin de phrase et le point final[comme ça].
- Les liens internes (vers d'autres articles de Wikipédia) sont à choisir avec parcimonie. Créez des liens vers des articles approfondissant le sujet. Les termes génériques sans rapport avec le sujet sont à éviter, ainsi que les répétitions de liens vers un même terme.
- Les liens externes sont à placer uniquement dans une section « Liens externes », à la fin de l'article. Ces liens sont à choisir avec parcimonie suivant les règles définies. Si un lien sert de source à l'article, son insertion dans le texte est à faire par les notes de bas de page.
- La présentation des références doit suivre les conventions bibliographiques. Il est recommandé d'utiliser les modèles {{Ouvrage}}, {{Chapitre}}, {{Article}}, {{Lien web}} et/ou {{Bibliographie}}. Le mode d'édition visuel peut mettre en forme automatiquement les références.
- Insérer une infobox (cadre d'informations à droite) n'est pas obligatoire pour parachever la mise en page.

Pour une aide détaillée, merci de consulter Aide:Wikification.
Si vous pensez que ces points ont été résolus, vous pouvez retirer ce bandeau et améliorer la mise en forme d'un autre article.
 (février 2025).
John Isak Riégo né le 30 avril 1852 à Moss (Norvège) et mort le 18 octobre 1912 à Sophiahemmet (Suède), est un acteur norvégien.
Après avoir terminé ses études, Riégo se tourne vers le théâtre. De 1871 à 1872, il a été engagé au Södra Teatern, mais ses véritables début ont eu lieu à Helsingborg en 1872 dans la troupe de Johan Fröberg, qu'il eût rejoint jusqu'en 1876. Il fait ensuite partie de la troupe de théâtre de Thérèse Elfforss de 1876 à 1882, de la troupe de théâtre d'August Lindberg de 1882 à 1884 et de la troupe de théâtre d'Albert Ranft de 1884 à 1885. Il fut engagé au Théâtre suédois d'Helsinki de 1885 à 1898 puis avec Albert Ranft au Théâtre suédois de Stockholm, où il resta jusqu'à sa mort, à l'exception des années 1907 à 1911, où il fut attaché au Théâtre dramatique.
Il était le fils du directeur de cirque suédois Johan Joseph Riégo et de la Norvégienne Anna Stiegler, et le frère de la chanteuse d'opéra Amalia Riégo.
Depuis 1890, il était marié à l'actrice Selma Zuhr et est le père des acteurs Olav et Marga Riégo. Leur sépulture se trouve au cimetière du Nord, à proximité de Stockholm.

## Théâtre

### Rôles (non complet)
| År   | Roll                | Produktion | Regi             | Teater                       |
| ---- | ------------------- | --- | ---------------- | ---------------------------- |
| 1889 | Nepomuk Blasius     | Den ondes besegrare Thomas Overskou                                                                                        |                  | Svenska teatern, Helsingfors |
| 1893 | Doktor Tuneberg     | Sylvi Minna Canth |                  | Svenska Teatern, Helsingfors |
| 1893 | Herr von Belling    | Hjärter dam Max Bernstein                                                                                                  |                  | Svenska Teatern, Helsingfors |
| 1893 | Berg, rentier       | Gamla synder Adolf Paul |                  | Svenska Teatern, Helsingfors |
| 1893 | Bräsig              | Livet på landet Fritz Reuter                                                                                               |                  | Svenska Teatern, Helsingfors |
| 1893 | Fabrikör Vennergren | Detektiven Pehr Staaff |                  | Svenska Teatern, Helsingfors |
| 1897 | Filip Klapproth     | Tokerier Carl Laufs | Mauritz Swedberg | Svenska Teatern, Helsingfors |
| 1898 | Hertigen av Surrey  | Konung Richard II William Shakespeare                                                                                      | August Lindberg  | Svenska teatern, Stockholm   |
| 1899 | Bonden              | Stor-Klas och Lill-Klas Gustaf af Geijerstam                                                                               | Harald Molander  | Svenska teatern, Stockholm   |
| 1899 | Hornig, lumpsamlare | Vävarna Gerhart Hauptmann                                                                                                  | Harald Molander  | Svenska teatern, Stockholm   |
| 1899 |                     | Gustav Vasa August Strindberg                                                                                              | Harald Molander  | Svenska teatern, Stockholm   |
| 1899 | Måns knekt          | Erik XIV August Strindberg                                                                                                 |                  | Svenska teatern, Stockholm   |
| 1900 | Wulff Grijp         | En lyckoriddare Harald Molander                                                                                            |                  | Svenska teatern, Stockholm   |
| 1900 |                     | Agnes Jordan Georg Hirschfeld                                                                                              |                  | Svenska teatern, Stockholm   |
| 1900 |                     | Provkandidaten Max Dreyer                                                                                                  |                  | Svenska teatern, Stockholm   |
| 1900 |                     | Folkungasagan August Strindberg                                                                                            |                  | Svenska teatern, Stockholm   |
| 1901 | Godsägaren          | Midsommareld Hermann Sudermann                                                                                             |                  | Svenska teatern, Stockholm   |
| 1904 | Herr Senardi        | Lucifer Enrico Annibale Butti                                                                                              | Karl Hedberg     | Svenska teatern, Stockholm   |
| 1905 | Klosterpriorn       | Bröllopet på Ulfåsa Frans Hedberg                                                                                          |                  | Svenska teatern, Stockholm   |
| 1905 | Revisor Stuhr       | Amor och Hymen Tor Hedberg                                                                                                 |                  | Svenska teatern, Stockholm   |
| 1905 | Riddar Perceval     | Greven av Antwerpen Per Hallström                                                                                          |                  | Svenska teatern, Stockholm   |
| 1905 |                     | En lektion Walter Christmas                                                                                                |                  | Svenska teatern, Stockholm   |
| 1906 |                     | Flyttfåglar Maurice Donnay och Lucien Descaves                                                                             |                  | Svenska teatern, Stockholm   |
| 1906 | Major Paul Petkoff  | Hjältar George Bernard Shaw                                                                                                |                  | Svenska teatern, Stockholm   |
| 1906 | Onkel Bräsig        | Livet på landet Fritz Reuter                                                                                               |                  | Svenska teatern, Stockholm,  |
| 1906 | Klas Narr           | Gurre Holger Drachmann |                  | Svenska teatern, Stockholm   |
| 1906 | Pertschichin        | Småborgare Maksim Gorkij                                                                                                   |                  | Svenska teatern, Stockholm   |
| 1907 |                     | Henrik IV William Shakespeare                                                                                              |                  | Svenska teatern, Stockholm   |
| 1908 | Grollhofer          | Samvetets mask Ludwig Anzengruber                                                                                          | Gustaf Linden    | Dramaten                     |
| 1911 |                     | Den gamla goda tiden: Stockholmsbilder från 1830-talet Berndt Fredgren (pseudonym för Peter Fristrup och Hjalmar Selander) |                  | Svenska teatern, Stockholm   |
| 1912 | Engelbrekt          | Gustav Vasa August Strindberg                                                                                              |                  | Svenska teatern, Stockholm   |
| 1912 |                     | Höga rättvisan Lothar Schmidt                                                                                              | Sven Söderman    | Svenska teatern, Stockholm   |
| 1912 |                     | Quo Vadis? Henryk Sienkiewicz                                                                                              |                  | Svenska teatern, Stockholm   |
| 1912 |                     | De fem frankfurtarna Carl Rössler                                                                                          |                  | Svenska teatern, Stockholm   |